# Berliner Frauenclub von 1900
Der Berliner Frauenclub von 1900 war ein Verein in Berlin, der von 1900 bis 1930 bestand.

## Geschichte
Die Sozialreformerinnen Alice Salomon und Josephine Levy-Rathenau und die Ärztin Franziska Tiburtius gründeten 1899/1900 den Berliner Frauenclub. Dieser sollte ein Treffpunkt vor allem für berufstätige Frauen der bürgerlichen Mittelschicht, wie Lehrerinnen, Angestellte, Ärztinnen, Künstlerinnen usw. sein. Damit unterschied er sich vom Deutschen Frauenclub und dem Lyceum-Club, die sich an finanziell wohlhabendere Damen richtete.
Der Berliner Frauenclub gehörte zum Bund Deutscher Frauenvereine.
Nach seinem Vorbild entstanden weitere Frauenvereine in anderen deutschen Städten.
Der Club organisierte regelmäßige Veranstaltungen wie Lesungen und ähnliches.
Die Klubräume befanden sich zuerst in der Schellingstraße 5, dann in der Potsdamer Straße 125 und schließlich in der Genthiner Straße 13 (jetzt 30) in Berlin-Tiergarten.
Von 1912 bis 1922 erschienen Berichte des Berliner Frauenclubs.
1930 wurde der Berliner Frauenklub aufgelöst (wie auch der Deutsche Frauenklub).
Seine Geschichte ist bisher nur ausschnittsweise erforscht worden, wie auch die von anderen Frauenvereinen dieser Zeit.

## Persönlichkeiten
Viele Mitglieder engagierten sich in der Frauenbewegung.
Vorsitzende
- Josephine Levy-Rathenau, 1910

Vorstandsmitglieder
- Louise Marelle, 1911, zweite Vorsitzende
- Alice Salomon, 1900–nach 1907

Weitere Mitglieder
- Henriette Goldschmidt
- Henriette Hirschfeld-Tiburtius
- Anna Pappritz
- Bona Peiser
- Anna Plothow
- Alice Salomon
- Julia Scheuermann